# Мартыновка (Хмельницкий район)
Мартыновка (укр. Мартинівка) — село в Хмельницком районе Хмельницкой области Украины.
Население по переписи 2001 года составляло 384 человека. Почтовый индекс — 31310. Телефонный код — 382. Занимает площадь 1,4 км². Код КОАТУУ — 6825086003.

## Местный совет
31332, Хмельницкая обл., Хмельницкий р-н, с. Педосы, ул. Центральная, 10